# Казанская, Алла Александровна
Алла Александровна Каза́нская (15 июня 1920, Кишинёв, Королевство Румыния — 24 июня 2008, Москва, Россия) — советская и российская актриса театра и кино, театральный педагог; народная артистка РСФСР (1971).

## Биография

Могила Аллы Казанской на Новодевичьем кладбище, 2013 год

Родилась 15 июня 1920 года в Кишинёве (ныне Молдавия).
В 15 лет поступила в Театральное училище имени Б. В. Щукина, прочитав басню И. А. Крылова «Ворона и Лисица» и рассмешив приёмную комиссию. Со второго курса играла на сцене театра, а в 1938 году, ещё не окончив училище, была принята в труппу МАДТ имени Е. Вахтангова.
В 1939 году окончила Театральное училище имени Щукина, курс (И. М. Толчанова и Е. Г. Алексеевой).
Более тридцати лет преподавала в Театральном училище имени Б. В. Щукина. Среди её учеников — Сергей Маковецкий, Людмила Нильская, Андрей Леонов, Владимир Симонов, Александр Рыщенков (выпуск 1980 года), Юлия Рутберг, Алексей Лысенков, Ирина Климова, Лидия Вележева, Андрей Фомин (выпуск 1988 года), Алексей Кравченко, Григорий Сиятвинда, Мария Аниканова, Мария Голубкина, Ольга Понизова, Ольга Тумайкина (выпуск 1995 года).
Скончалась 24 июня 2008 года. Похоронена в Москве на Новодевичьем кладбище (участок № 1).

## Семья
- Муж — кинорежиссёр Борис Васильевич Барнет[3].
  - Дочь — Ольга Борисовна Барнет (1951—2021), актриса, народная артистка РФ[4].

## Творчество

### Роли в театре
- 1939 — «Ревизор» Н. В. Гоголя — Гостья
- 1940 — «Учитель» С. А. Герасимова — Катя
- 1941 — «Маскарад» М. Ю. Лермонтова — Нина[1]
- 1942 — «Олеко Дундич» А. Ржешевского и М. Каца — Галина
- «Много шума из ничего» Шекспира — Беатриче
- 1946 — «Два счастья» С. А. Герасимова — Вера
- «Сирано де Бержерак» Э. Ростана — Роксана
- «Соломенная шляпка» Э. М. Лабиша и Марк-Мишеля — Жоржетта
- 1951 — «Егор Булычев и другие» М. Горького — Антонина
- 1956 — «Шестой этаж» А. Жери — Берт Ардис
- 1959 — «Много ли человеку надо» А. А. Галича — Нина
- 1965 — «Дион» Л. Г. Зорина — Мессалина
- 1968 — «На всякого мудреца довольно простоты» А. Н. Островского — Софья Игнатьевна Турусина
- «Дамы и гусары» А. Фредро — госпожа Оргонова
- 1971 — «Здравствуй, Крымов!» Р. Назарова — Степанида
- 1972 — «Шаги командора» В. Коростылева — Карамзина
- 1981 — «Мистерия-Буфф» В. В. Маяковского — Американка
- 1983 — «Анна Каренина» Л. Н. Толстого — графиня Лидия Ивановна
- 1991 — «Мартовские иды» по Т. Уайлдеру — Марция
- 1993 — «Без вины виноватые» А. Н. Островского[5]
- 2006 — «Королева красоты» Мартина МакДонаха

### Фильмография
- 1939 — Юность командиров — Таня Оленина, учащаяся 9-го класса полной средней школы
- 1941 — Парень из тайги — Галина Полевая
- 1950 — Щедрое лето — зоотехник
- 1962 — Армагеддон — врач
- 1971 — На всякого мудреца довольно простоты — Софья Игнатьевна Турусина
- 1976 — Доктор философии
- 1976 — Дамы и гусары — госпожа Оргонова
- 1983 — Месье Ленуар, который… — Ортанс
- 1989 — Пять углов
- 1991 — Преступление лорда Артура
- 1993 — Азбука любви
- 1994 — Утомлённые солнцем — Лидия Степановна
- 1994 — Железный занавес — бабушка
- 1995 — На углу, у Патриарших
- 1997 — Святой — старушка
- 1999 — Затворник — учительница
- 2000 — Репете — жена писателя
- 2001 — Парижский антиквар — Наталия Завадская
- 2004 — Эта пиковая дама — Мур, настоящая «пиковая дама»
- 2004 — Апокриф: музыка для Петра и Павла — бабушка
- 2005 — Адъютанты любви — Анна Антоновна Лопухина
- 2011 — Утомлённые солнцем 2: Цитадель — Лидия Степановна

### Озвучивание мультфильмов
- 1965 — Жизнь пополам
- 1978 — Если падают звёзды… — читает текст

## Признание и награды
- заслуженная артистка РСФСР (8 марта 1960 года) — за заслуги в области советского искусства[6]
- народная артистка РСФСР (1971)
- орден Почёта (1996)[7]
- «Хрустальная Турандот» в номинации «Лучшая женская роль» (2007)[5]

## Публикации
- Казьмина Н. Алла Казанская // Театр имени Евг. Вахтангова / Ред.-составитель Б. М. Поюровский. — М.: Центрполиграф, 2001. — (Звёзды московской сцены). — ISBN 5-227-01251-2. — С. 110—132.